# مهتا محمدی
مهتا محمدی (زاده ۲۴ فروردین ۱۳۶۹) یک بازیکن والیبال ایرانی است. او از سال ۲۰۰۹ عضو تیم ملی والیبال زنان ایران است. او در رقابت‌های باشگاهی در تیم بانک سرمایه تهران بازی می‌کند.

## افتخارات

### ملی

#### مسابقات والیبال قهرمانی زنان آسیا
- تایوان ۲۰۱۱: رتبه هشتم[۳]
- ویتنام ۲۰۰۹: رتبه هشتم

#### جام والیبال زنان آسیا
- چین ۲۰۱۰: رتبه هشتم

### باشگاهی

#### والیبال قهرمانی باشگاه‌های آسیا
- قزاقستان ۲۰۱۷: بانک سرمایه تهران، رتبه ششم[۴][۵]
- ویتنام ۲۰۱۱: پرسپولیس تهران، رتبه ششم[۶][۷]

#### لیگ برتر ایران
- ۲۰۱۶–۱۷: بانک سرمایه تهران، رتبه اول[۸]
- ۲۰۱۴–۱۵: شهرداری ارومیه، رتیه هفتم
- ۲۰۱۰–۱۱: گاز تهران، رتیه دوم
- ۲۰۰۹–۱۰: گاز تهران، رتیه دوم
- ۲۰۰۸–۰۹: نفت مازندران، رتیه سوم

## زندگی شخصی
مهتا محمدی در سال ۱۳۹۰ با بازیکنی از تیم ملی والیبال مردان ایران به نام پوریا فیاضی ازدواج کرد که حاصل این ازدواج دختری به نام جانان است. او پس از به دنیا آمدن جانان از تیم ملی کناره‌گیری کرد و فقط به بازی در رقابت‌های باشگاهی پرداخت.